# Kondor Fahrradwerke
Die Kondor Fahrradwerke AG (vormals A. L. Liepe & Breest) war ein deutscher Fahrrad- und Automobilhersteller, der in Brandenburg an der Havel beheimatet war.

## Unternehmensgeschichte
Zunächst stellte das Unternehmen Fahrräder her. Eine Absatzkrise gegen Ende des 19. Jahrhunderts führte 1899 zum Plan, die Automobilproduktion aufzunehmen. Im Juni 1900 erschienen die ersten Modelle. Auf der Allgemeinen Motorfahrzeug-Ausstellung in Nürnberg im gleichen Monat erhielten die Fahrzeuge eine Verdienstmedaille, und auf der Allgemeinen Ausstellung für Volkswohl in Leipzig später im Jahr eine goldene Medaille und einen Ehrenpreis. Bis zum Ende des Jahres entstanden 40 Fahrzeuge. Allerdings waren die Kosten höher als der Gewinn, sodass keine Dividende gezahlt werden konnte. 1901 wurde das Sortiment erweitert und auch Motorboote angeboten. Der Absatz blieb aufgrund zu hoher Preise hinter den Erwartungen zurück, und die Verluste stiegen. Am 21. Dezember 1901 beschloss die Generalversammlung die Auflösung der Gesellschaft. 1902 wurde das Unternehmen liquidiert. Der Verlust betrug 983.111 Mark.

## Fahrzeuge

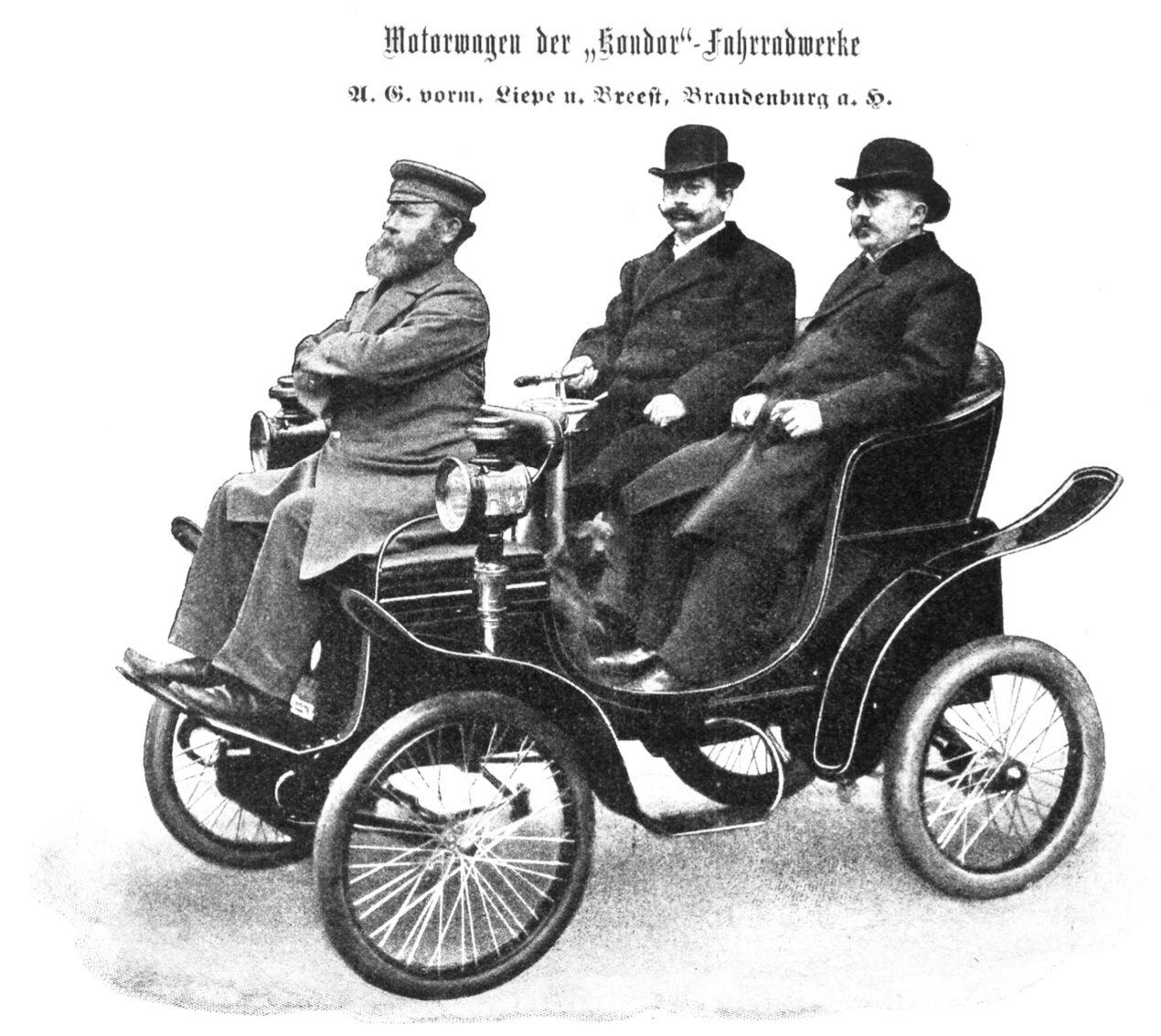
Kondor Motorwagen Dreisitzer um 1900

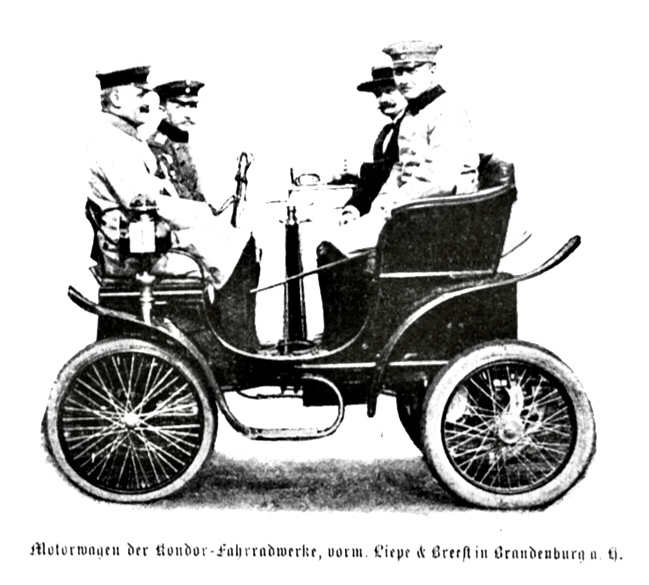
Kondor Motorwagen Viersitzer um 1900

Im Angebot standen Kleinwagen. Ein Einzylindermotor, der wahrscheinlich von den Fafnir-Werken kam, war im Heck montiert und leistete zunächst 3,5 PS. Besonderheit war ein Friktionsgetriebe. Die Höchstgeschwindigkeit war mit 30 km/h angegeben. Vier verschiedene Karosserieformen für wahlweise zwei, drei oder vier Personen standen zur Wahl. Die Preise lagen zwischen 4000 und 4200 Mark.
1901 ergänzte ein Modell mit einem stärkeren Motor mit 4,5 PS Leistung das Sortiment. Damit waren 40 km/h erreichbar. Die Preise betrugen je nach Motor und Aufbau zwischen 4100 und 4550 Mark. Zum Vergleich: Der ähnliche Adler 3,5 PS kostete nur 3850 Mark.

## Fernfahrten
R. Jäger belegte mit einem Zweisitzer den zweiten Platz unter sieben Teilnehmern in der Klasse 2 (kleine Wagen bis 4 PS) bei der Fernfahrt von Berlin nach Aachen, die vom 30. August bis zum 2. September 1900 stattfand. In der Klasse 3 (Tourenwagen bis 9 PS) reichte es für einen Viersitzer nur zu einem vierten Platz, da die Konkurrenz stärker motorisiert war.